# 薩格拉瓦格拉山
9°39′30″S 76°22′53″W / 9.65833°S 76.38139°W
薩格拉瓦格拉山（Sagrahuagra），是秘魯的山峰，位於該國中部瓦努科大區，由瓦努科省的丘魯班巴區負責管轄，屬於安地斯山脈的一部分，海拔高度4,200米。